# Andrus Ansip
Andrus Ansip (ur. 1 października 1956 w Tartu) – estoński ekonomista, przedsiębiorca i polityk. Minister, parlamentarzysta krajowy oraz europejski, przewodniczący Estońskiej Partii Reform. W latach 2005–2014 premier Estonii stojący na czele trzech kolejnych rządów, od 2014 do 2019 wiceprzewodniczący Komisji Europejskiej.

## Życiorys
W 1979 ukończył studia w zakresie chemii organicznej na Uniwersytecie w Tartu. W latach 1987–1989 studiował rolnictwo w Estońskiej Akademii Rolniczej, a w 1992 został absolwentem zarządzania na York University w Toronto.
Od 1979 pracował jako inżynier w Katedrze Chemii Organicznej Uniwersytetu w Tartu. W latach 1981–1983 odbywał służbę wojskową w radzieckiej Flocie Bałtyckiej, po czym powrócił do pracy na uczelni. Od 1986 pozostawał etatowym pracownikiem Komitetu Rejonowego Komunistycznej Partii Estonii w Tartu (inspektorem w wydziale przemysłu oraz kierownikiem wydziału organizacyjnego).
W okresie transformacji polityczno-gospodarczej rozpoczął pracę w sektorze prywatnym. W latach 1989–1993 był dyrektorem biura regionalnego przedsiębiorstwa joint-venture Estkompexim. W pierwszej połowie lat 90. pracował jako dyrektor generalny i prezes zarządu spółki AS Rondam oraz zasiadał w radzie dyrektorów Rahvapank. W okresie 1994–1996 był dyrektorem oddziału banku Sotsiaalpank w Tartu oraz wicedyrektorem oddziału banku Põhja-Eesti Pank w tym samym mieście. Od 1994 do 1998 pełnił funkcję prezesa stacji radiowej w Tartu, pracując również w Tartu Kommertspank. W latach 1995–1996 kierował spółką Fondijuhtide AS oraz funduszem inwestycyjnym Livoonia Erastamise Investeerimisfond.
W 1998 został wybrany na burmistrza Tartu. Funkcję tę pełnił do 2004. W tym samym roku został przewodniczącym Estońskiej Partii Reform, zastępując Siima Kallasa, jej założyciela i pierwszego przewodniczącego, który został mianowany komisarzem Unii Europejskiej. Andrus Ansip objął również stanowisko ministra gospodarki i komunikacji w rządzie Juhana Partsa.
4 kwietnia 2005 otrzymał od prezydenta Estonii Arnolda Rüütela misję utworzenia rządu po dymisji dotychczasowego premiera. Zawarł koalicję rządową z Estońską Partią Centrum i Estońskim Związkiem Ludowym. W tym samym miesiącu rząd został zatwierdzony przez Riigikogu, a 13 kwietnia rozpoczął funkcjonowanie. Po zwycięstwie Partii Reform w wyborach w 2007 (w których uzyskał mandat posła do Riigikogu) ponownie został desygnowany na premiera. Po nieudanych negocjacjach z dotychczasowymi partnerami utworzył gabinet przy poparciu Isamaa ja Res Publica Liit oraz Partii Socjaldemokratycznej (Sotsiaaldemokraatlik Erakond). 5 maja 2007 ponownie objął urząd premiera. Od czasu wycofania się socjaldemokratów z koalicji pozostał na czele rządu mniejszościowego. Poprowadził swoje ugrupowanie do zwycięstwa w wyborach w 2011, w których sam również został wybrany do parlamentu. 5 kwietnia prezydent Toomas Hendrik Ilves powołał ministrów trzeciego rządu Andrusa Ansipa, tworzonego ponownie przez Partię Reform i koalicyjną IRL; gabinet ten rozpoczął urzędowanie następnego dnia.
4 marca 2014 zgodnie z wcześniejszą zapowiedzią przedłożył prezydentowi Estonii swoją rezygnację ze stanowiska premiera. Odszedł z urzędu ostatecznie 26 marca 2014, kiedy zaprzysiężony został gabinet Taaviego Rõivasa.
W wyborach europejskich w tym samym roku Andrus Ansip z ramienia liberałów został wybrany do Europarlamentu VIII kadencji. 10 września tego samego roku Jean-Claude Juncker ogłosił nominację Andrusa Ansipa na wiceprzewodniczącego KE oraz komisarza ds. jednolitego rynku cyfrowego (od 1 listopada 2014). W wyborach w 2019 ponownie uzyskał mandat eurodeputowanego. Celem jego objęcia od lipca 2019 złożył rezygnację z funkcji w Komisji Europejskiej.

## Odznaczenia
- Order Gwiazdy Białej III klasy (2005)[8]
- Order Herbu Państwowego II klasy (2015)[9]
- Wielki Krzyż Orderu „Za Zasługi dla Litwy” (Litwa, 2013)[10]